# Olivier Assayas
Olivier Assayas (ur. 25 stycznia 1955 w Paryżu) – francuski reżyser i scenarzysta filmowy.

## Życiorys
Olivier Assayas jest synem Jacques’a Remy’ego, byłego scenarzysty, u którego boku rozpoczął swoją filmową karierę. W młodości ukończył studia humanistyczne na Université de Paris III. Od końca lat 70. kręcił filmy krótkometrażowe.
Debiutem fabularnym Assayasa był film Bezład (1986). W ciągu następnych lat zrealizował kilkanaście filmów pełnometrażowych, z których wiele zbierało laury na czołowych międzynarodowych festiwalach filmowych. Po maju (2012) nagrodzono za najlepszy scenariusz na 69. MFF w Wenecji, a kontrowersyjna Stylistka (2016) przyniosła Assayasowi nagrodę za reżyserię na 69. MFF w Cannes.
Aż pięć filmów Assayasa startowało w konkursie głównym. Reżyser zasiadał w jury konkursu głównego na 51. MFF w Wenecji (1994) oraz na 64. MFF w Cannes (2011). Był również członkiem jury sekcji "Cinéfondation" na 61. MFF w Cannes (2008).

## Życie prywatne
W latach 1998–2001 był mężem hongkońskiej aktorki Maggie Cheung, z którą się rozwiódł. Następnie w latach 2009–2016 był partnerem reżyserki Mii Hansen-Løve, z którą ma córkę Vicky (ur. 2009).

## Filmografia

### Reżyser
- 1984: Winston Tong en studio – krótkometrażowy
- 1986: Bezład (Désordre)
- 1989: Zimowe dziecko (L’enfant de l'hiver)
- 1991: Paryż się budzi (Paris s'éveille)
- 1994: Wszyscy młodzi w ich wieku (Tous les garçons et les filles de leur âge...) – serial TV
- 1996: Irma Vep
- 2000: Ścieżki uczuć (Les destinées sentimentales)
- 2002: Demonlover
- 2004: Czysta (Clean)
- 2006: Zakochany Paryż (Paris, je t'aime) – epizod Quartier des Enfants Rouges
- 2007: Przejście (Boarding Gate)
- 2007: Kocham kino (Chacun son cinéma) – epizod Recrudescence
- 2008: Pewnego lata (L'heure d’été)
- 2010: Carlos – miniserial
- 2012: Po maju (Après mai)
- 2014: Sils Maria (Clouds of Sils Maria)
- 2016: Stylistka (Personal Shopper)
- 2018: Podwójne życie (Doubles vies)
- 2019: Wasp. Sieć szpiegów (Wasp Network)
- 2022: Irma Vep – miniserial
- 2024: Zawieszeni w czasie (Hors du temps)